# Meaning of Life (album)
Meaning of Life là album phòng thu thứ tám của nữ ca sĩ người Mĩ Kelly Clarkson, được phát hành thông qua hãng đĩa Atlantic vào ngày 27 tháng 10 năm 2017. Được giám sát sản xuất bởi chính cô và Craig Kallman, album này là sản phẩm đầu tiên của cô được phát hành bởi hãng đĩa Atlantic sau khi hợp đồng thu âm của cô và hãng đĩa RCA kết thúc. Với bản hợp đồng đó, Kelly bắt buộc phải phát hành những album chỉ thuộc thể loại pop. Chán nản với điều này, cô muốn theo đuổi những thể loại nhạc khác, bao gồm soul và R&B bằng cách kí một hợp đồng thu âm mới với Kallman, CEO của Atlantic.
Meaning of Life tập trung hơn vào thể loại soul và R&B, trái ngược lại với sự chiếm ưu thế của thể loại pop và pop rock trong những album phòng thu trước của Kelly. Chịu ảnh hưởng bởi âm nhạc của thập niên 90 và các ca sĩ gạo cội như Aretha Franklin, Mariah Carey, Whitney Houston, En Vogue và Bonnie Raitt, Kelly muốn album lần này gợi lên âm nhạc của những nghệ sĩ trên khi sắp bước vào thế kỉ 21 - với mục tiêu chung là tạo nên một chất nhạc "có hồn". Để làm được điều đó, Kelly đã hợp tác với nhiều nhạc sĩ và nhà sản xuất, bao gồm những tên tuổi đã đóng góp cho các sản phẩm trước của cô như Jesse Shatkin, Greg Kurstin, Mozella và Jason Halbert, cũng như những tên tuổi mới như The Monarch, Mick Schultz, Harlœ và James Morrison. Các bài hát trong album chia sẻ một chủ đề gắn kết về mối quan hệ giữa người với người, mà chủ yếu là về tình yêu và cuộc đời.
Nhìn chung, Meaning of Life nhận được những đánh giá tích cực từ các nhà phê bình, khen ngợi sự tự tin, bứt phá của Kelly và sự liền mạch của album. Về mặt thương mại, nó trở thành album phòng thu thứ tám của Kelly liên tiếp ra mắt trong top 3 của bảng xếp hạng Billboard 200. 4 đĩa đơn đã được phát hành từ album, bao gồm "Love So Soft", "Move You", "I Don't Think About You" và "Heat", với "Love So Soft" đứng đầu bảng xếp hạng Billboard Dance Club Songs và nhận một đề cử tại Lễ trao Giải Grammy lần thứ 60. Để hỗ trợ cho album, chuyến lưu diễn Meaning of Life Tour sẽ bắt đầu vào ngày 24 tháng 1 năm 2019.

## Phát hành và quảng bá
Meaning of Life được phát hành bởi hãng đĩa Atlantic và công ty mẹ của nó, Warner Music Group vào ngày 27 tháng 10 năm 2017. Ban đầu được dự kiến phát hành vào tháng 6 năm 2017, album sau đó đã bị dời thời gian ra mắt vào mùa thu. Chris Ruff, quản lý marketing cấp cao của Atlantic, cho biết chiến thuật kinh doanh cho album nghiêng về việc bán đĩa vật lý, với một chiến dịch quảng bá dành cho các hệ thống nghe nhạc qua mạng theo sau đó. Đĩa đơn mở đường của album có 2 mặt, bao gồm 2 bài hát là "Love So Soft" và "Move You" được phát hành vào ngày 7 tháng 9 năm 2017. "Love So Soft" vươn đến top 50 trên bảng xếp hạng Billboard Hot 100 và đứng đầu bảng xếp hạng Billboard Dance Club Songs. Một tuần trước khi album phát hành, bài hát cùng tên với nó được phát hành như một đĩa đơn quảng bá vào ngày 19 tháng 10 năm 2017. "I Don't Think About You" được phát hành như là đĩa đơn thứ hai từ album vào ngày 9 tháng 2 năm 2018 và "Heat" được phát hành sau đó vào ngày 27 tháng 7 năm 2018, như là đĩa đơn thứ ba từ album. Vào ngày 14 tháng 9 năm 2018, Kelly thông báo về chuyến lưu diễn Meaning of Life Tour để hỗ trợ cho album. Bắt đầu vào ngày 24 tháng 1 năm 2019, chuyến lưu diễn đi qua một vài thành phố của Hoa Kỳ. Kelly hy vọng sẽ mang nó đến các quốc gia khác.

## Đánh giá
Nhìn chung, album nhận được những đánh giá tích cực từ các nhà phê bình. Chuyên trang tập hợp các đánh giá Metacritic cho album số điểm trung bình là 73/100, dựa trên tổng cộng 8 đánh giá. Biên tập viên cấp cao của AllMusic, Stephen Thomas Erlewine cho album 4/5 sao, gọi nó là một trong những album làm hài lòng nhất của Kelly và khen ngợi chất nhạc khác biệt với các sản phẩm trước của cô. Shaun Kitchener của tờ Daily Express cho album 5/5 sao, cho rằng Kelly "đang làm tốt vai trò của mình" và trong đó, album này sống động hơn và là một sự thay thế vui tươi hơn của album 25 (Adele).
| Đánh giá chuyên môn  | Đánh giá chuyên môn |
| Điểm trung bình      | Điểm trung bình     |
| Nguồn                | Đánh giá            |
| -------------------- | ------------------- |
| AnyDecentMusic?      | 6.7/10              |
| Metacritic           | 73/100              |
| Nguồn đánh giá       |                     |
| Nguồn                | Đánh giá            |
| AllMusic             | [ 3 ]               |
| Daily Express        | [ 4 ]               |
| Entertainment Weekly | B+                  |
| The Guardian         | [ 6 ]               |
| Idolator             | [ 7 ]               |
| Newsday              | [ 8 ]               |
| The Observer         | [ 9 ]               |
| Slant Magazine       | [ 10 ]              |
| The Times            | [ 11 ]              |

## Diễn biến thương mại
Meaning of Life ra mắt tại vị trí á quân trên bảng xếp hạng Billboard 200 ở Hoa Kỳ, với doanh số 79.000 bản (68.000 bản thuần), trở thành album phòng thu thứ 8 của Kelly liên tiếp ra mắt trong top 3 của bảng xếp hạng Billboard 200. Album cũng đứng đầu bảng xếp hạng Billboard Digital Albums và cũng là album đầu tiên của Kelly lọt vào bảng xếp hạng Billboard Vinyl Albums. Đối với thị trường quốc tế, album lọt vào top 10 trên bảng xếp hạng Billboard Canadian Albums của Canada và bảng xếp hạng ARIA Albums của Úc. Ở Vương quốc Anh, album kém thành công hơn khi chỉ lọt vào top 20 trên bảng xếp hạng Official UK Albums.

## Danh sách các bài hát
| Meaning of Life – Bản tiêu chuẩn | Meaning of Life – Bản tiêu chuẩn | Meaning of Life – Bản tiêu chuẩn                                                                      | Meaning of Life – Bản tiêu chuẩn           | Meaning of Life – Bản tiêu chuẩn |
| STT                              | Nhan đề                          | Sáng tác                                                                                              | Nhà sản xuất                               | Thời lượng                       |
| -------------------------------- | -------------------------------- | --- | ------------------------------------------ | -------------------------------- |
| 1.                               | "A Minute (Intro)"               | Andre Davidson Sean Davidson Jim McCormick Katie Pearlman                                             | The Monarch                                | 1:08                             |
| 2.                               | "Love So Soft"                   | Jesse Shatkin Priscilla Renea Maureen "Mozella" McDonald                                              | Shatkin Mozella [a] Renea [a]              | 2:52                             |
| 3.                               | "Heat"                           | A. Davidson S. Davidson Jessica Ashley Karpov Michael Pollack Mick Schultz                            | Schultz The Monarch Shatkin [a] Karpov [a] | 3:10                             |
| 4.                               | "Meaning of Life"                | Shatkin Ilsey Juber James Morrison Catchpole                                                          | Shatkin                                    | 3:51                             |
| 5.                               | "Move You"                       | Nick Ruth Amy Kuney Molly Kate Kestner                                                                | Ruth                                       | 3:22                             |
| 6.                               | "Whole Lotta Woman"              | Kelly Clarkson Jussi Karvinen Denisia "Blu June" Andrews Brittany "Chi" Coney Evon Barnes Jr. Shatkin | Shatkin Jussifer Novawav Fade Majah        | 2:53                             |
| 7.                               | "Medicine"                       | Schultz Karpov                                                                                        | Schultz Karpov [a]                         | 3:09                             |
| 8.                               | "Cruel"                          | A. Davidson S. Davidson Karpov Pat Linehan                                                            | Jason Halbert                              | 3:05                             |
| 9.                               | "Didn't I"                       | A. Davidson S. Davidson Audra Mae Pearlman                                                            | The Monarch Shatkin                        | 3:38                             |
| 10.                              | "Would You Call That Love"       | Clarkson Greg Kurstin                                                                                 | Kurstin                                    | 2:58                             |
| 11.                              | "I Don't Think About You"        | A. Davidson S. Davidson Pollack Karpov                                                                | The Monarch Pollack [b]                    | 3:44                             |
| 12.                              | "Slow Dance"                     | Ruth Kuney Kestner                                                                                    | Ruth                                       | 3:40                             |
| 13.                              | "Don't You Pretend"              | Clarkson Shatkin McDonald                                                                             | Shatkin                                    | 3:13                             |
| 14.                              | "Go High"                        | Clarkson Shatkin McDonald                                                                             | Shatkin                                    | 3:25                             |
| Tổng thời lượng:                 | Tổng thời lượng:                 | Tổng thời lượng:                                                                                      | Tổng thời lượng:                           | 44:08                            |

| Meaning of Life – Bản chỉ phát hành tại Nhật | Meaning of Life – Bản chỉ phát hành tại Nhật | Meaning of Life – Bản chỉ phát hành tại Nhật | Meaning of Life – Bản chỉ phát hành tại Nhật |
| STT                                          | Nhan đề                                      | Nhà sản xuất bản remix                       | Thời lượng                                   |
| -------------------------------------------- | -------------------------------------------- | -------------------------------------------- | -------------------------------------------- |
| 15.                                          | "Love So Soft" (Cash Cash Remix)             | Cash Cash                                    | 4:16                                         |
| 16.                                          | "Love So Soft" (Ryan Riback Remix)           | Ryan Riback                                  | 3:07                                         |
| Tổng thời lượng:                             | Tổng thời lượng:                             | Tổng thời lượng:                             | 51:31                                        |

Ghi chú
- ^[a]  là nhà sản xuất giọng hát
- ^[b]  là nhà sản xuất phụ

## Xếp hạng
| Bảng xếp hạng (2017–18)                 | Vị trí cao nhất |
| --------------------------------------- | --------------- |
| Album Úc (ARIA)                         | 6               |
| Album Áo (Ö3 Austria)                   | 27              |
| Album Bỉ (Ultratop Vlaanderen)          | 42              |
| Album Bỉ (Ultratop Wallonie)            | 115             |
| Album Canada (Billboard)                | 4               |
| Album Hà Lan (Album Top 100)            | 35              |
| Album Pháp (SNEP)                       | 138             |
| Album Đức (Offizielle Top 100)          | 32              |
| Album Ireland (IRMA)                    | 18              |
| Album Nhật Bản (Oricon)                 | 223             |
| Album New Zealand (RMNZ)                | 21              |
| Album Scotland (OCC)                    | 10              |
| Album Hàn Quốc (Circle)                 | 67              |
| Album Tây Ban Nha (PROMUSICAE)          | 47              |
| Album Thụy Sĩ (Schweizer Hitparade)     | 19              |
| Album Anh Quốc (OCC)                    | 11              |
| Album Hoa Kỳ Billboard 200              | 2               |
| Album Hoa Kỳ Top Tastemaker (Billboard) | 16              |